# Michael L. Igoe
Michael Lambert Igoe (* 16. April 1885 in Saint Paul, Minnesota; † 21. August 1967 in Chicago, Illinois) war ein US-amerikanischer Jurist und Politiker. Im Jahr 1935 vertrat er den Bundesstaat Illinois im US-Repräsentantenhaus; später wurde er Bundesrichter.

## Werdegang
Michael Igoe besuchte die öffentlichen Schulen seiner Heimat und danach das De LaSalle Institute in Chicago. Nach einem anschließenden Jurastudium an der Georgetown University in Washington, D.C. und seiner 1908 erfolgten Zulassung als Rechtsanwalt begann er in Chicago in diesem Beruf zu arbeiten. Gleichzeitig schlug er als Mitglied der Demokratischen Partei eine politische Laufbahn ein. Zwischen 1913 und 1930 saß er als Abgeordneter im Repräsentantenhaus von Illinois. Von 1915 bis 1917 war er als Chief Assistant beim Bundesstaatsanwalt in Chicago angestellt. Zwischen 1924 und 1934 war er auch Vorstandsmitglied der Southpark Commission. Im Juni 1928 nahm er als Delegierter an der Democratic National Convention in Houston teil. Außerdem war er in den Jahren 1930 bis 1932 Mitglied des Democratic National Committee.
Bei den Kongresswahlen des Jahres 1934 wurde Igoe im 27. Wahlbezirk von Illinois in das US-Repräsentantenhaus in Washington gewählt, wo er am 3. Januar 1935 die Nachfolge von Walter Nesbit antrat. Am 2. Juni desselben Jahres legte er sein Mandat nieder, nachdem er als Nachfolger von Dwight H. Green zum Bundesstaatsanwalt für den nördlichen Distrikt von Illinois ernannt worden war. Dieses Amt bekleidete er zwischen 1935 und 1939. Danach war er von 1939 bis 1965 Richter am Bundesbezirksgericht für denselben Distrikt. Er starb am 21. August 1967 in Chicago, wo er auch beigesetzt wurde. Sein Nachfolger als Bundesrichter wurde William Joseph Lynch.